# Yazdegerd I
Yazdegerd I (cũng được viết là Yazdgerd và Yazdgird; tiếng Ba Tư trung đại: 𐭩𐭦𐭣𐭪𐭥𐭲𐭩) là Vua của các vua của Đế quốc Sasan (shahanshah) còn được gọi là Đế chế Tân Ba Tư, ông tại vị từ năm 399 đến năm 420. Là con trai của Shapur III (trị vì 383–388), ông kế vị anh trai mình là Bahram IV (trị vì 388–399) sau khi người này bị ám sát.
Triều đại của Yazdegerd I được xem là thời kỳ đổi mới trong lịch sử Sasanid. Mặc dù ông thỉnh thoảng được gọi là "Kẻ tội đồ" trong các nguồn tài liệu bản địa, Yazdegerd có năng lực hơn những người tiền nhiệm trước đó của mình. Ông có mối quan hệ thân thiện với Đế chế Đông La Mã và được Hoàng đế Arcadius giao phó nhiệm vụ bảo vệ con trai của mình là Theodosius. Yazdegerd I được biết đến với mối quan hệ hữu nghị với người Do Thái và người theo đạo Kitô giáo của Giáo hội phương Đông, điều mà ông đã thừa nhận vào năm 410. Vì lý do này, ông được người Do Thái và người theo Kitô giáo ca ngợi là Cyrus Đại đế mới (trị vì 550 – 530 trước Công nguyên, vua của Đế chế Achaemenid Iran, vị hoàng đế đã giải phóng người Do Thái khỏi cảnh giam cầm ở Babylon).
Chính sách tôn giáo, hòa bình của hoàng đế không được giới quý tộc và giáo sĩ Hỏa giáo ưa chuộng, những người mà ông cố gắng kiềm chế quyền lực và ảnh hưởng. Điều này cuối cùng đã phản tác dụng, và Yazdegerd I đã gặp phải kết cục bị giết dưới tay giới quý tộc ở vùng đông bắc xa xôi. Sau đó, giới quý tộc tìm cách ngăn cản các con trai của Yazdegerd lên kế vị; con trai cả của ông, Shapur IV, đã nhanh chóng bị giết chỉ sau 5 năm lên ngôi và được Khosrow thay thế. Một người con trai khác, Bahram V, đã vội vã trở về kinh đô Ctesiphon của Sasanid cùng với một đội quân Ả Rập và gây sức ép buộc giới quý tộc công nhận ông là shah.

## Từ nguyên
Tên Yazdegerd là sự kết hợp của yazad / yazata (thần linh) trong tiếng Iran cổ và -karta (được tạo ra) - "do Chúa tạo ra", tương đương với Bagkart của Iran và Theoktistos trong tiếng Hy Lạp. Nó được biết đến trong các ngôn ngữ khác là Yazdekert (Pahlavi); Yazd[e]gerd (tiếng Ba Tư mới); Yazdegerd, Izdegerd và Yazdeger (tiếng Syriac); Yazkert (tiếng Armenia); Izdeger và Azger (trong Talmud); Yazdeijerd (tiếng Ả Rập) và Isdigerdes (tiếng Hy Lạp).

## Bối cảnh

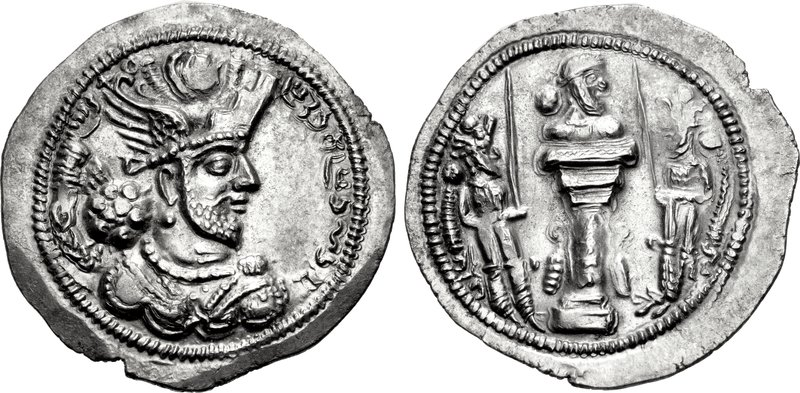
Xu bạc: 1 Drachma của Bahram IV

Yazdegerd I là con trai của Shapur III (trị vì 383–388). Khi anh trai của Yazdegerd I là Bahram IV (trị vì 388–399) bị ám sát vào năm 399, ông đã kế vị ngai vàng Đế chế Sasan. Yazdegerd I thừa hưởng một đế chế đã trải qua thời kỳ hỗn loạn; ba người tiền nhiệm trước của ông là Bahram IV, Shapur III và Ardashir II, đã bị giới quý tộc sát hại. Hầu hết giới quý tộc cao cấp đều thuộc về các gia đình quý tộc Parthia hùng mạnh (được gọi là wuzurgan) tập trung ở Cao nguyên Iran. Là xương sống của quân đội phong kiến Sasanid, họ phần lớn là những người tự chủ.
Các shah của Sasanid có rất ít quyền kiểm soát đối với tầng lớp wuzurgan, và với những nỗ lực hạn chế, chúng thường gây tốn kém cho shah (như được chỉ ra bởi số phận của ba shah trước đó). Giới quý tộc Parthia làm việc cho shah của Sasanid vì lợi ích cá nhân, vì lòng trung thành và (có thể) vì nhận thức về người Aryan, tức là người Iran, mà họ chia sẻ mối quan hệ họ hàng với các lãnh chúa Ba Tư của họ. Vào cuối triều đại của Yazdegerd, Nhà Suren hùng mạnh của Parthia đã trở thành những cộng sự quyền lực của shah và đóng vai trò chủ chốt trong các vấn đề của đế chế. Quyền lực của gia tộc Suren phát triển mạnh mẽ cho đến cuối triều đại của cháu trai Yazdegerd là Yazdegerd II (trị vì 438–457).

## Mối quan hệ với những người theo Kitô giáo

### Bối cảnh

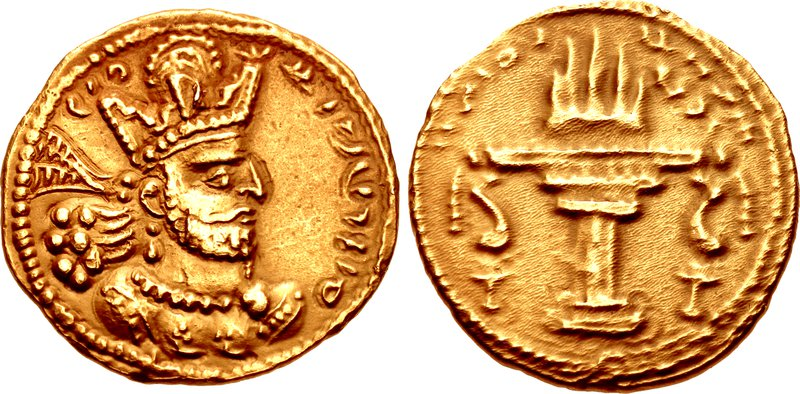
dinar vàng của Shapur II

Yazdegerd I, giống như tất cả những người cai trị Sasanid khác, là người theo Hỏa giáo. Một trong những người tiền nhiệm của ông, vị vua Sasanid hùng mạnh Shapur II (trị vì 309–379), được cho là đã tàn bạo đàn áp những người theo Kitô giáo ở Iran từ năm 340 đến năm 379 trong một "Cuộc đàn áp lớn". Mặc dù các vị vua sau này - Yazdegerd I, Bahram V (trị vì 420–438), Yazdegerd II (trị vì 438–457), Peroz I (trị vì 459–484), Khosrow I (trị vì 531–579) và Khosrow II (trị vì 591–628) - cũng được cho là đã đàn áp Giáo hội phương Đông, nhưng giáo hội này đã nhanh chóng mở rộng. Theo các nguồn sử liệu về thánh tích, điều này là do "sự thù địch không lay chuyển của các nhà chức trách Hỏa giáo đối với những người theo Kitô giáo".
Tuy nhiên, việc đàn áp những người theo Kitô giáo chỉ giới hạn ở các nhà lãnh đạo tôn giáo của họ, những người đã không thực hiện được cam kết mà triều đình yêu cầu. Mặc dù Shapur II đã kỷ luật các nhà lãnh đạo giáo sĩ hàng đầu vì tội bất tuân, nhưng cả ông và triều đình của ông đều không đàn áp toàn bộ dân số theo Kitô giáo; "Cuộc đàn áp lớn" là hư cấu. Theo nhà sử học hiện đại Eberhard Sauer, các shah của Sasanid chỉ đàn áp các tôn giáo khác khi việc đó nằm trong lợi ích chính trị cấp bách của họ. Việc Shapur II giết hại những người theo Kitô giáo là do các nhà lãnh đạo giáo sĩ từ chối tham gia đầy đủ hơn vào việc quản lý đế chế. Điều này cuối cùng đã đạt được dưới thời trị vì của Yazdegerd, khi các nhà lãnh đạo giáo sĩ đồng ý hợp tác với triều đình.

### Sự thành lập Giáo hội Iran

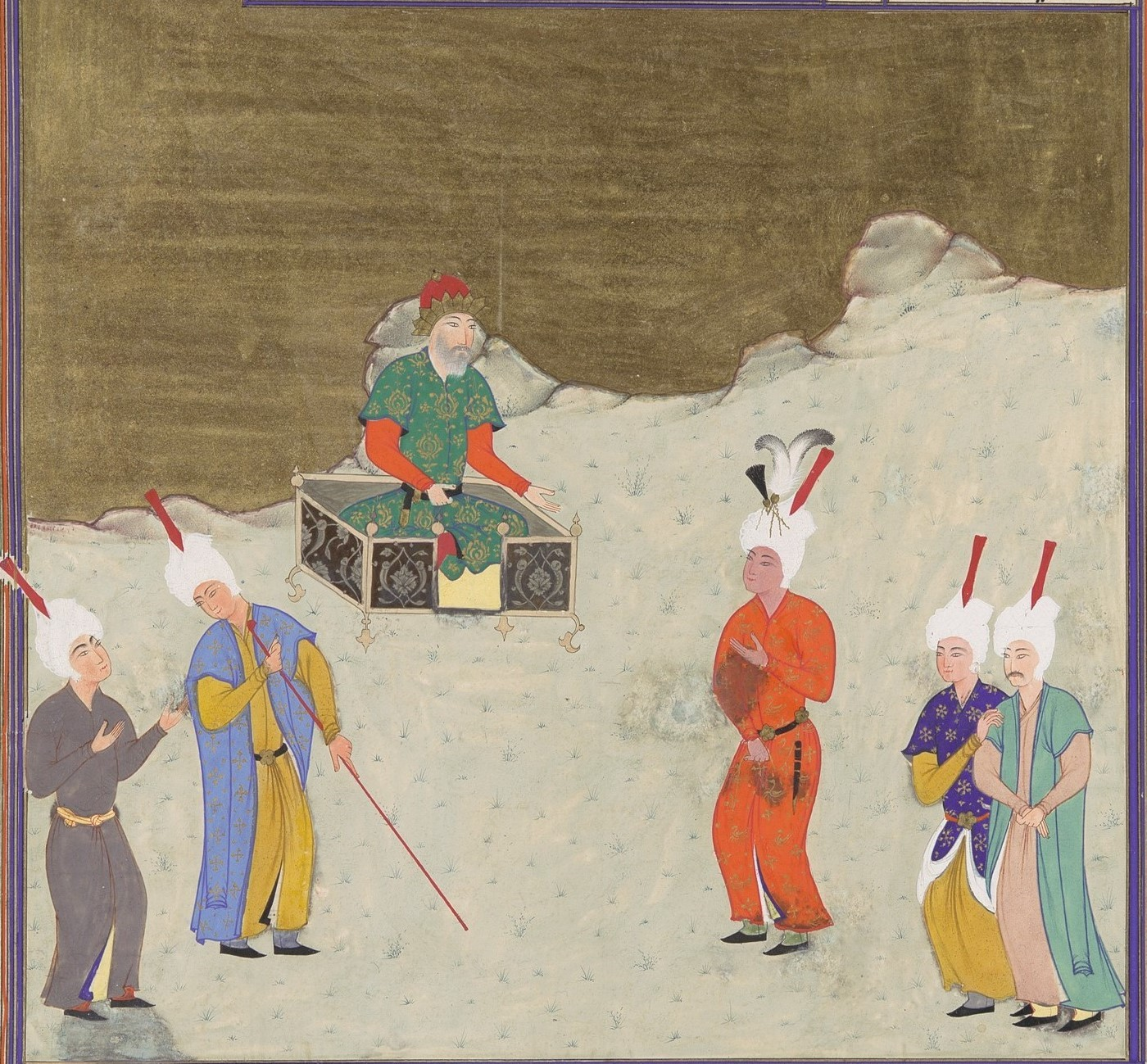
Minh họa Shahnameh thế kỷ 16 về Yazdegerd I và con trai ông, Bahram V tương lai

Triều đại của Yazdegerd I là một cột mốc đối với những người theo đạo Kitô ở Iran. Với sự tư vấn của giám mục La Mã Marutha, ông đã công nhận Giáo hội phương Đông vào năm 410; điều này dẫn đến việc thành lập Giáo hội Iran, nơi sẽ tuyên bố độc lập khỏi Giáo hội La Mã vào năm 424. Sắc lệnh của Yazdegerd đã được gọi là phiên bản Sasan của Sắc lệnh Milan năm 313 của hoàng đế La Mã Constantinus Đại đế (trị vì 306–337). Các nhà thờ, đền thờ các vị tử đạo và tu viện đã sớm được thành lập theo chế độ quan liêu của Iran. Chúng nằm gần triều đình ở kinh đô Ctesiphon của Sasanid, cho thấy sự đồng ý của Yazdegerd (người đã tài trợ cho các nhà thờ với các nhà ngoại giao Đông Syria hoặc La Mã là người bảo trợ chính). Một trong những cử chỉ hào phóng của ông là cho phép những người theo Kitô giáo chôn cất người chết, điều mà những người theo Hỏa giáo tin rằng đã làm ô uế vùng đất này.
Số lượng các thành phần tinh hoa Kitô giáo trong bộ máy chính quyền lên, một dòng chảy tiếp tục cho đến khi đế chế sụp đổ vào năm 651. Mặc dù các nhà lãnh đạo giáo sĩ như Shemon Bar Sabbae và các đồng nghiệp của ông đã nhiệt thành phản đối yêu cầu của Shapur II về việc tham gia vào bộ máy chính quyền của đế quốc, các giám mục bắt đầu hoạt động như các đại lý của Iran (tách mình khỏi Hoả giáo) trong thế kỷ thứ V. Yazdegerd đã sử dụng các nhà lãnh đạo giáo sĩ, cử Thượng phụ của Catholicos xứ Ctesiphon làm trung gian giữa ông và em trai của mình (thống đốc Pars, ở miền nam Iran). Một thượng phụ khác là đại sứ của Yazdegerd đến Theodosius. Vị shah dường như không có nhiều kiến thức về Kitô giáo, và (giống như Shapur II) quan tâm hơn đến việc cải thiện năng lực chính trị và kinh tế của đế chế Sasan. Nhờ cách đối xử khoan dung của mình với những người theo Kitô giáo, ông được mô tả trong biên niên sử của họ là một "tâm hồn cao quý" và là một Cyrus Đại đế thứ hai (trị vì 550 – 530 trước Công nguyên), người sáng lập Đế quốc Achaemenid của Iran.

### Cuộc đàn áp
Vào cuối triều đại của Yazdegerd, lòng khoan dung của ông đối với những người theo Kitô giáo đã bị thử thách bởi sự liều lĩnh của họ. Abdas xứ Susa, giám mục của Ohrmazd-Ardashir ở Khuzistan (tỉnh Sasan|Khuzestan]], cùng một nhóm các linh mục và giáo dân Kitô giáo đã san bằng một ngôi đền lửa của Hỏa giáo vào khoảng năm 419–420; triều đình đã triệu tập họ để trả lời về hành động này. Yazdegerd được cho là đã hỏi Abdas, "Vì ông là thủ lĩnh và là người lãnh đạo của những người đàn ông này, tại sao ông lại để họ coi thường vương quốc của chúng ta, vi phạm lệnh của chúng ta và hành động theo ý muốn của riêng họ? Ông có phá hủy và phá hủy các ngôi nhà thờ cúng của chúng ta và nền móng của các đền thờ lửa mà chúng ta đã nhận được từ cha của cha ông chúng ta để tôn vinh không?" Mặc dù Abdas ngần ngại trả lời, một linh mục trong đoàn tùy tùng của ông đã trả lời: "Tôi đã phá hủy nền móng và dập tắt đám cháy vì đó không phải là nhà của Chúa, cũng không phải là con gái của Chúa". Việc phá hủy một ngôi đền lửa được cho là một cách để truyền bá "chiến thắng của Kitô giáo".
Abdas từ chối xây dựng lại đền thờ lửa, và ông cùng đoàn tùy tùng của mình đã bị hành quyết. Tại một địa điểm khác, một linh mục đã dập tắt một ngọn lửa thiêng và cử hành thánh lễ ở đó. Yazdegerd I, buộc phải khuất phục trước áp lực từ các giáo sĩ Hỏa giáo, đã thay đổi chính sách của mình đối với những người theo Kitô giáo và ra lệnh đàn áp họ. Có lẽ do thay đổi chính sách của mình, Yazdegerd đã bổ nhiệm Mihr-Narseh của gia đình Suren làm thủ tướng của mình (wuzurg framadar).  Cuộc đàn áp ngắn ngủi này không làm ảnh hưởng đến sự đại diện của Yazdegerd I trong các nguồn tài liệu của Kitô giáo, một số trong đó biện minh cho hành động của ông.

## Mối quan hệ với người Do Thái

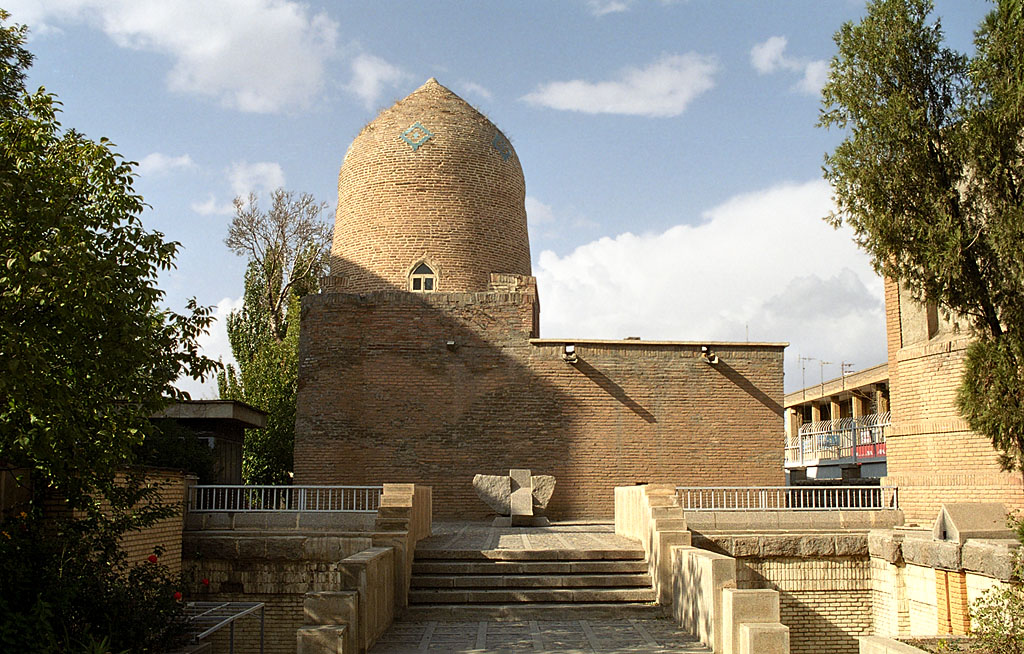
Lăng mộ của Esther và Mordechai, có thể là ngôi mộ của Shushandukht (người vợ Do Thái của Yazdegerd)

Người Do Thái ở Iran được Yazdegerd I đối xử rất hào phóng và tôn trọng đến nỗi những người Do Thái lưu vong đã gọi ông là Cyrus Đại đế mới, người đã giải phóng người Do Thái khỏi cảnh giam cầm ở Babylon. Mặc dù Yazdegerd được cho là đã chào đón các giáo sĩ Do Thái một cách vui vẻ và trích dẫn kinh thánh cho họ, nhưng báo cáo này có thể là sản phẩm của sử học Do Thái thiên vị. Ông có một người vợ Do Thái là Shushandukht, con gái của người lưu vong. Danh tính của cha cô không rõ ràng; ông có thể là Mar Kahana I, Mar Yemar hoặc Mar Zutra. Văn bản địa lý Trung Ba Tư Šahrestānīhā ī Ērānšahr (Các thủ phủ của các tỉnh của Iran) ghi lại rằng Yazdegerd đã định cư người Do Thái ở Spahan theo yêu cầu của Shushandukht, và bà là mẹ của con trai ông, Bahram V. Theo nhà nghiên cứu Iran Ernst Herzfeld, Lăng mộ của Esther và Mordechai ở Hamadan không phải là nơi chôn cất Esther và Mordechai mà là nơi chôn cất Shushandukht.

## Tính cách và mối quan hệ với giới quý tộc và giáo sĩ
Các nguồn tài liệu La Mã mô tả Yazdegerd I là một nhà cai trị thông minh, nhân từ và thân thiện. Được cho là người đọc nhiều, "ngay từ đầu" ông đã được biết đến với "tính cách cao thượng" và là người bảo vệ "người nghèo và người khốn khổ". Tuy nhiên, các nguồn tài liệu Ba Tư và Ả Rập gọi ông là "kẻ tội đồ" (bazehkar hoặc bezehgar) và "kẻ bị ruồng bỏ" (dabhr). Họ mô tả ông là một vị vua đã lạm dụng quyền lực của mình bằng cách đe dọa và đàn áp giới quý tộc và giáo sĩ Hỏa giáo. Quan điểm thù địch này đối với Yazdegerd là do thái độ ôn hòa của ông đối với người La Mã và sự khoan dung về mặt tôn giáo của ông đối với những người không theo Hỏa giáo (người theo Kitô giáo và người Do Thái) trong đế chế Sasan.
Sự thù địch của giới giáo sĩ đối với Yazdegerd là do ông đã xử tử một số giáo sĩ Hỏa giáo không chấp nhận cách ông quản lý thân thiện với các nhóm tôn giáo thiểu số. Hiểu rõ số phận của người tiền nhiệm, Yazdegerd I không thể tin tưởng vào giới quý tộc và ngăn cản họ giành được ảnh hưởng quá mức bằng cách đánh đổi quyền lực hoàng gia; do đó, ông bất đồng quan điểm với giới quý tộc và giáo sĩ. Tuy nhiên, Yazdegerd có năng lực hơn những người tiền nhiệm gần đây của mình và triều đại của ông được coi là thời kỳ đổi mới trong lịch sử Sasan.

## Tiền đúc và hệ tư tưởng đế quốc

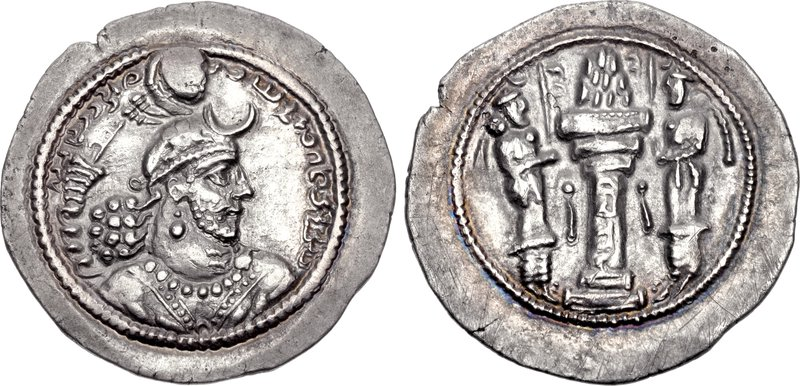
Drachma của Yazdegerd I

Tiền đúc của Yazdegerd I mô tả ông đội vương miện hình vòm được Ardashir II sử dụng và hai bức tượng Merlon cùng một vầng trăng lưỡi liềm trên đỉnh. Triều đại của ông đánh dấu sự thay đổi trong quan điểm chính trị của Đế chế Sasan, vốn (ban đầu hướng về phương Tây) đã chuyển sang phương Đông. Sự thay đổi này có thể đã được kích hoạt bởi các bộ lạc thù địch ở miền Đông Iran. Cuộc chiến với người Huns Iran có thể đã đánh thức lại sự cạnh tranh huyền thoại giữa những người cai trị Kayani Iran trong thần thoại và kẻ thù Turani của họ, điều này được minh họa bằng các văn bản Avesta trẻ hơn. Danh hiệu Ramshahr (người gìn giữ hòa bình trong lãnh thổ của [ông]) được thêm vào danh hiệu "Vua của các vị vua của người Iran và những người không phải người Iran" truyền thống trên đồng tiền của Yazdegerd. Trong sử thi của người Ba Tư Trung cổ Ayadgar-i Zariran (Di chúc của Zarer), danh hiệu này được sử dụng bởi vị vua cuối cùng của người Kayani (Vishtaspa) và xuất hiện trong Denkard của người Zoroastri vào thế kỷ thứ X. Sự quan tâm của người Sasanid đối với hệ tư tưởng và lịch sử của người Kayani vẫn tiếp tục cho đến khi đế chế kết thúc.
Dưới thời Yazdegerd I, một xưởng đúc tiền đã được thành lập tại thành phố Yazd (viết tắt của xưởng đúc tiền là "YZ"), điều này chứng tỏ tầm quan trọng ngày càng tăng của nó. Một xưởng đúc tiền cũng được thành lập tại Gurrah, và có thể là Gahrum.

## Hoạt động xây dựng
Yazdegerd I nổi tiếng vì đã ra lệnh đổi mới một số thành phố, bao gồm Qumis, Hamadan, Susa, Shushtar và Spahan. Các chỉ huy quân sự của ông được cho là đã thành lập các thành phố Aqda và Maybud.

## Cái chết và sự kế vị

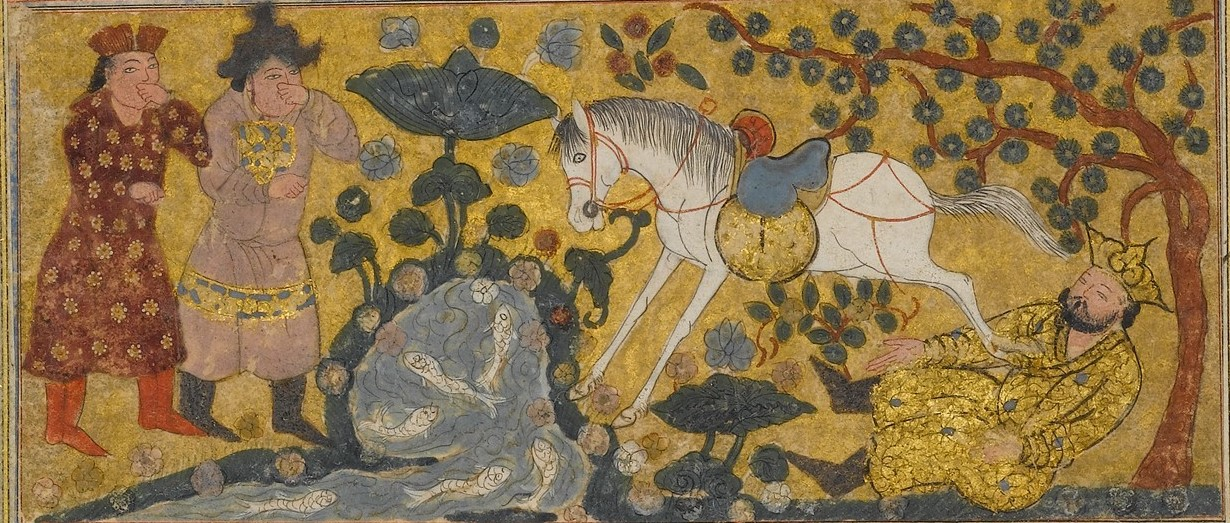
Minh họa Shahnameh thế kỷ 14 về Yazdegerd I bị một con ngựa trắng đá đến chết

Yazdegerd I mất năm 420. Theo sử gia người Armenia thế kỷ thứ V là Movses Khorenatsi, nguyên nhân cái chết của ông là do bệnh tật. Tuy nhiên, theo một truyền thuyết phổ biến cũ được Ferdowsi đề cập trong Shahnameh, ông đã bị một con ngựa trắng bất ngờ xuất hiện từ Chishmih-i Su hoặc Chishmih-i Sabz (suối xanh) gần thành phố Tus ở tỉnh Abarshahr phía đông đá đến chết. Người ta nói rằng con ngựa đột nhiên biến mất sau đó. Nhà phương Đông học người Đức Theodor Nöldeke suy đoán rằng "Ferdowsi đã ghép truyền thống này vào truyền thống của quê hương mình, Tus, một cách vụng về", và vụ giết người có thể đã xảy ra ở Gurgan; truyền thuyết này có từ trước tác phẩm của Ferdowsi. Cho dù Yazdegerd qua đời ở Tus hay Gurgan, thì truyền thuyết này có lẽ là do giới quý tộc Parthia bịa ra, những người đã giết Yazdegerd I ở vùng đông bắc xa xôi (quê hương truyền thống của người Parthia và là một phần lãnh địa của ba gia tộc Parthia hùng mạnh, bao gồm cả Kanarangiyan, có trụ sở tại vùng Tus).
Giới quý tộc và giáo sĩ, những người khinh thường Yazdegerd I, giờ đây cố gắng tước bỏ quyền kế vị của các con trai ông. Có ba người được biết đến: Shapur, Bahram và Narseh.  Shapur (vua-thống đốc của Armenia) vội vã đến Ctesiphon và lên ngôi với đế hiệu Shapur IV, nhưng đã bị các cận thần phản bội và giết chết. Giới quý tộc sau đó đã đưa con trai của Bahram IV là Khosrow, lên ngôi. Bahram, người lớn lên trong triều đình Lakhmid của al-Hira, đã đến Ctesiphon cùng với một đội quân Ả Rập và gây sức ép buộc giới quý tộc công nhận ông là Shah với đế hiệu Bahram V. Em trai của ông, Narseh, được bổ nhiệm làm thống đốc Abarshahr.